# VfB 07 Weidenau
VfB 07 Weidenau is een Duitse voetbalclub uit Weidenau, een ortsteil van Siegen, Noordrijn-Westfalen.

## Geschiedenis
De club werd in 1907 opgericht door leden van de voetbalafdeling van turnclub "Auf den Hütten" en de club SpVgg 05 Weidenau. De club was aangesloten bij de West-Duitse voetbalbond. In 1918 speelde de club voor het eerst in de hoogste klasse, toen de Zuidrijncompetitie, die verdeeld was in meerdere reeksen. De club werd in 1920 ondergebracht in de Bergisch-Markse competitie en werd vijfde, maar degradeerde omdat de competitie herleid werd naar 1 reeks. Vanaf 1922 werd de club in de nieuwe Zuidwestfaalse competitie ondergebracht. De club eindigde een aantal seizoenen op rij in de subtop. In 1928/29 eindigde de club samen met SuS Hüsten 09 op de eerste plaats en speelde een beslissende wedstrijd voor de titel die door Hüsten gewonnen werd met 5:1. De club mocht wel nog naar de West-Duitse eindronde voor vicekampioenen. De club kon het grote Schwarz-Weiß Essen bedwingen met een 2:2 gelijk, maar ging in de replay compleet de boot in met 6:0. Na nog drie derde plaatsen eindigde de club vijfde in 1932/33. Na dit seizoen werd de Gauliga ingevoerd als hoogste klasse en hiervoor plaatste de club zich niet.
In 1948 promoveerde de club naar de Westfalenliga, toen de tweede klasse, na in de eindronde VfB Alemannia 1897 Dortmund en SV Herringen te verslaan. Na één seizoen degradeerde de club weer. Van 1967 tot 1980 speelde de club in de Landesliga (vierde klasse). Intussen is de club weggegleden naar lagere reeksen.